# Organizace pro zákaz chemických zbraní

Členy organizace jsou ty státy, které se připojily k úmluvě o chemických zbraních (světle zeleně)

Organizace pro zákaz chemických zbraní (zkracováno OPCW podle anglického názvu Organisation for the Prohibition of Chemical Weapons) je mezinárodní organizace sídlící v Haagu v Nizozemsku, která prosazuje a kontroluje dodržování úmluvy o chemických zbraních, která zakazuje využívání chemických zbraní a vyžaduje jejich zničení. Svou činnost začala organizace vykonávat 29. dubna 1997, kdy úmluva o chemických zbraních nabyla účinnosti.
Organizace pro zákaz chemických zbraní sice není přímo úřadem Organizace spojených národů, nicméně obě organizace spolu silně spolupracují, například pracovníci Organizace pro zákaz chemických zbraní mívají cestovní dokumenty od OSN.
Sekretariát Organizace pro zákaz chemických zbraní se silně mezinárodním složením má zhruba 500 zaměstnanců.
Za Českou republiku spolupracuje s Organizací pro zákaz chemických zbraní Oddělení pro kontrolu zákazu chemických zbraní Odboru pro kontrolu nešíření zbraní hromadného ničení Státního úřadu pro jadernou bezpečnost.
V roce 2013 byla organizace oceněna Nobelovou cenou za mír „za intenzivní snahu o omezování chemických zbraní“.